# Summer McIntosh
Summer Ann McIntosh (Toronto, Kanada, 18. kolovoza 2006.) kanadska je plivačica.
Trostruka je olimpijska pobjednica, četverostruka svjetska prvakinja u vodenim sportovima i dvostruka osvajačica zlatne medalje na Igrama Commonwealtha. Poznata po svojoj snazi u disciplinama mješovito i leptir, svjetska je rekorderka na 400 metara pojedinačno, a također drži olimpijski rekord u disciplini 200 metara leptir te olimpijski rekord u 200 metara pojedinačno.
McIntosh je prvi put dobila priznanje kada je sa 14 godina bila najmlađa članica kanadskog tima za Ljetne olimpijske igre 2020., gdje je osvojila četvrto mjesto na 400 metara slobodno. Sljedeće godine postala je najmlađa svjetska prvakinja u vodenim sportovima u plivanju u više od desetljeća i prva Kanađanka koja je osvojila dvije zlatne medalje na jednom Svjetskom prvenstvu, zbog čega je prozvana „tinejdžerskom plivačkom senzacijom”.
U ožujku i travnju 2023., u rasponu od pet dana, postavila je svoj prvi i drugi svjetski rekord, na 400 metara slobodno i 400 pojedinačno mješovito, na kanadskim nacionalnim kvalifikacijama. McIntoshin nastup na Ljetnim olimpijskim igrama 2024., na kojem je osvojila četiri pojedinačne medalje (tri zlatne i jedno srebrno), dodatno je povećao njezinu slavu, a časopis „Time” ju je prozvao „Ljeto ljeta” (eng. Summer of Summer).